# Bruce Dale Parfitt
Bruce Dale Parfitt ( 1952-2009) fue un botánico, entomólogo estadounidense, especializado en cactus, y descubridor de algunas de sus especies. Desarrolló actividades académicas en el Jardín Botánico de Misuri. Y, fue profesor asociado de biología, en el Dto. de Biología, Facultad de Artes y Ciencias de la Universidad de Míchigan en Flint (Míchigan).

## Biografía
Recibió su B.Sc. por la Universidad de Wisconsin en 1977, y su M.Sc. y doctorado por la Universidad Estatal de Arizona en 1980 y 1991, respectivamente.

## Algunas publicaciones
- 1992. Chromosome numbers in some cacti of Western North America—VI—with Nomenclatural Changes. Con D.G. Pinkava, M.A. Baker, R.D. Worthington. Madrofio 3928-113

- 1991. Biosystematics of the Opuntia Polyacantha Complex (Cactaceae) of Western North America. Ed. 	Arizona State Univ. 230 pp.

- 1988. Nomenclatural changes in Chihuahuan Desert Opuntia (Cactaceae). Con D.J. Pinkava. Sida 13 : 125- 130

- 1984. Chromosome Numbers and Their Systematic Implications in Some North American Acanthaceae. Con Thomas F. Daniel, Marc A. Baker. 8 pp.

- 1980. On the Origin of Opuntia Curvospina Griffiths (Cactaceae). Ed. Arizona State Univ. 138 pp.
- La abreviatura «B.D.Parfitt» se emplea para indicar a Bruce Dale Parfitt como autoridad en la descripción y clasificación científica de los vegetales.[3]